# Кучевище
Кучевище или Кучевища (на македонска литературна норма: Кучевиште; на сръбски: Кучевиште или Kučevište) е село в Северна Македония, на 15 km северно от Скопие.

## География
Селото е разположено в областта Църногория — югозападните покрайнини на Скопска Църна гора, община Чучер. Надморска височина от 530 до 620 m. Край селото е разположен Кучевищкият манастир „Свети Архангели Михаил и Гавриил“.

## История

### Средновековие
В селото има голяма средновековна църква „Въведение на Света Богородица“, наричана „Свети Спас“, със стенописи от три периода – XIV до XVIII век. Тя е построена и зографисана между 1321 и 1331 г. със средствата на братята Радослав, Асен и Владимир, представители на местен феодален род.

### В Османската империя
В края на XIX век Кучевища е българско село в Скопска каза на Османската империя.
В 1881 година селото е нападнато и обрано от албански башибозук.
Според статистиката на Васил Кънчов („Македония. Етнография и статистика“) от 1900 г. Кучевища е село, населявано от 1200 жители българи християни.
Цялото християнско население на селото е сърбоманско под върховенството на Цариградската патриаршия. Според патриаршеския митрополит Фирмилиан в 1902 година в селото има 200 сръбски патриаршистки къщи. Според секретен доклад на българското консулство в Скопие селото е населено със сръбски бежанци в периода 1689-1739 година. По данни на секретаря на Българската екзархия Димитър Мишев („La Macédoine et sa Population Chrétienne“) в 1905 година в Кучевища има 1440 българи патриаршисти сърбомани и в селото функционира сръбско училище.
При избухването на Балканската война в 1912 година 2 души от Кучевище са доброволци в Македоно-одринското опълчение.

### В Сърбия и Югославия
След Междусъюзническата война в 1913 година селото попада в Сърбия.
На етническата си карта от 1927 година Леонард Шулце Йена показва Кучевище (Kučevište) като сръбско село.
На етническата си карта на Северозападна Македония в 1929 година Афанасий Селишчев отбелязва Кучевища като българско село.
Според преброяването от 2002 година Кучевище има 3167 жители.
| Националност     | Всичко |
| северномакедонци | 1460   |
| албанци          | 0      |
| турци            | 0      |
| роми             | 4      |
| власи            | 15     |
| сърби            | 1654   |
| бошняци          | 1      |
| други            | 33     |

## Личности
Родени в Кучевище
- Ана П. Бойкикева (1874 – ?) в 1901 година завършва висшите женски курсове на Историко-филологическия факултет на Санктпетербургския университет[10]
- Златан Бойкикев (1822 – ?), български революционер
- Йоаникий Путов, български духовник и просветен деец
- митрополит Натанаил Охридски и Пловдивски (1820 - 1906), висш български духовник, книжовник, участник в националноосвободителното движение, почетен член на Българското книжовно дружество
- Никола Владимиров Бойкикев (1863 – 1928), български съдия,[11] в 1889 година завършва право в Женевския университет[10]

Свързани с Кучевище
- Мария Бойкикева (р. 1932), българска общественичка, по произход от Кучевище
- Недялко Бойкикев (1894 – 1938), български комунист, по произход от Кучевище
- Светослав Бойкикев (1901 – 1985), български лекар, по произход от Кучевище
- Христо Иванов (р. 1974), български политик, по произход от Кучевище